# Château d'Annaburg

Le château d'Annaburg (Annaburg Schloß) est un château Renaissance allemand situé à Annaburg dans l'État de Saxe-Anhalt. Il servait de rendez-vous de chasse aux Électeurs de Saxe.

## Historique

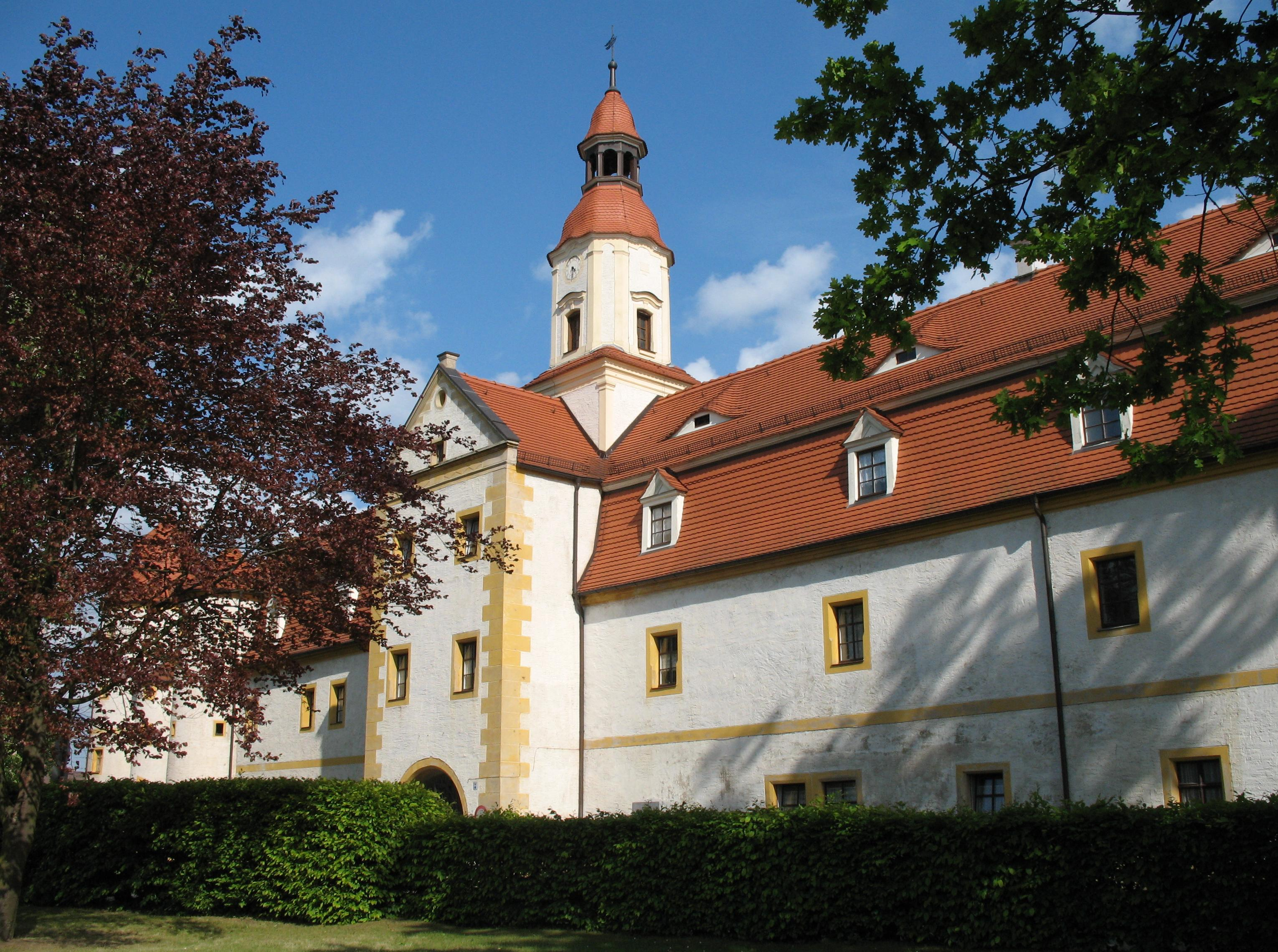
Bâtiment avant du château, ou Vorderschloss

C'est Frédéric le Sage qui fait construire ce château à la place d'un ancien château fort, le château de Lochau, en 1500. Il y meurt en 1525. Le margrave Auguste Ier de Saxe rase le château et en fait construire un plus grand entre 1572 et 1575. Il le nomme Annaburg en l'honneur de son épouse Anne (1532-1585), née princesse de Danemark, fille du roi Christian III. Elle y réside le plus souvent et fait ouvrir une distillerie d'aquavit, une infirmerie et fait expérimenter des potions par des apothicaires et donner des soins aux femmes enceintes (elle-même perdit onze enfants sur les quinze qu'elle mit au monde). Le château sert d'école militaire pour de jeunes cadets de 1762 à 1921. 

## Aujourd'hui
La plus grande partie du château est aujourd'hui partagée en appartements. Il abrite aussi une école primaire, tandis que le corps de logis principal accueille un musée consacré à l'histoire d'Auguste le Pieux et de sa femme Anne et à l'art de cette époque. 